# Camill Montfort
Camill Montfort (* 9. Februar 1890 in Zell im Wiesental; † 19. September 1956 in Jugenheim/Bergstraße) war ein deutscher Botaniker.

## Leben und Wirken
Montfort stammt aus einer Hugenotten-Familie; er besuchte Schulen in Zell und Lörrach, wo er 1909 die Reifeprüfung ablegte. An den Universitäten München und Bonn studierte er zunächst Chemie und Geologie, später Biologie. Von 1914 bis 1923 war er Assistent am Botanischen Institut der Universität Bonn (unterbrochen vom Wehrdienst 1914 bis 1916). 1918 promovierte er bei Hans Fitting in Bonn über Die Xeromorphie der Hochmoorpflanzen als Voraussetzung der »physiologischen Trockenheit« der Hochmoore. 1920 habilitierte er sich in Bonn. 1923 wechselte er an die Universität Halle, wo er zum persönlichen Ordinarius ernannt wurde. 1925 wurde er zum Mitglied der Leopoldina gewählt. Einen Ruf an die Forstakademie Eberswalde schlug er 1926 aus. 1934 wurde er Mitglied im Nationalsozialistischen Lehrerbund, später im Nationalsozialistischen Deutscher Dozentenbund; zum 1. Mai 1937 trat er in die NSDAP ein (Mitgliedsnummer 4.047.407).
Auf Anweisung der Amerikaner wurde Montfort am 23. Juni 1945 mit dem Abderhalden-Transport von Halle nach Südhessen zwangsevakuiert. 1945/46 vertrat er den Lehrstuhl für Botanik an der Technischen Hochschule Darmstadt. Im August 1946 wurde er kommissarischer Leiter des Botanischen Instituts der Johann Wolfgang Goethe-Universität Frankfurt am Main und Direktor des Botanischen Gartens; 1949 wurde er in Frankfurt zum ordentlichen Professor ernannt; seit 1954 konnte er krankheitsbedingt seinen Lehr- und Verwaltungsaufgaben kaum mehr nachkommen.
Montfort arbeitete zunächst über die physiologische Anpassung in Mooren, dann über Halophyten, seit 1929 hauptsächlich mit Meeresalgen und untersuchte deren Ökologie und Physiologie. Dabei versuchte er, Physiologie und Ökologie zusammenzubringen. Häufig ging es in seiner Forschung um das Verhältnis von Lebensraum und biologischem Organisationsplan. Dabei entschied er sich, den Genotyp dem Einfluss von Umweltfaktoren vorzuziehen. Daneben leistete er, auch mit seiner Frau Gerda, geb. Zöllner, in der Photosyntheseforschung Grundlegendes. Während des Zweiten Weltkriegs bearbeitete er verschiedene (unpublizierte) Aufträge des Reichsforschungsrates, vor allem zum Wachstum von Faserpflanzen.